# Norra Råda landskommun
Norra Råda landskommun var en tidigare kommun i Värmlands län.

## Administrativ historik
När 1862 års kommunalförordningar trädde i kraft inrättades i Råda socken i Älvdals härad i Värmland Råda landskommun. Den 1 januari 1886 (enligt beslut den 17 april 1885) ändrades namnet till Norra Råda.
8 december 1939 inrättades i kommunen Hagfors municipalsamhälle. Den 1 januari 1950 utbröts municipalsamhället (11,7 km², varav 10,69 km² land) och större delen av Hagfors församling (123,20 km², varav 112,59 km² land) för att bilda Hagfors stad. 25,7 km² (varav 22,92 km² land) av Hagfors församling flyttades samtidigt över till Norra Råda församling, och stannade därmed i landskommunen.
Vid kommunreformen 1952 inkorporerades Sunnemo landskommun.
År 1971 ombildades landskommunen till kommun, men redan 1974 uppgick den i Hagfors kommun.

### Kyrklig tillhörighet
I kyrkligt hänseende tillhörde kommunen Norra Råda församling. Den 1 januari 1952 tillkom Sunnemo församling. Sedan 2010 omfattar Norra Råda-Sunnemo församling samma område som Norra Råda landskommun efter 1952.

## Kommunvapen
Blasonering: I fält av silver en av vågskuror bildad blå stolpe med fem bjälkvis ställda röda blixtar utskjutande från vardera sidan av densamma.
Vapnet fastställdes för Norra Råda landskommun 1950 och användes senare även av Norra Råda kommun.

## Geografi

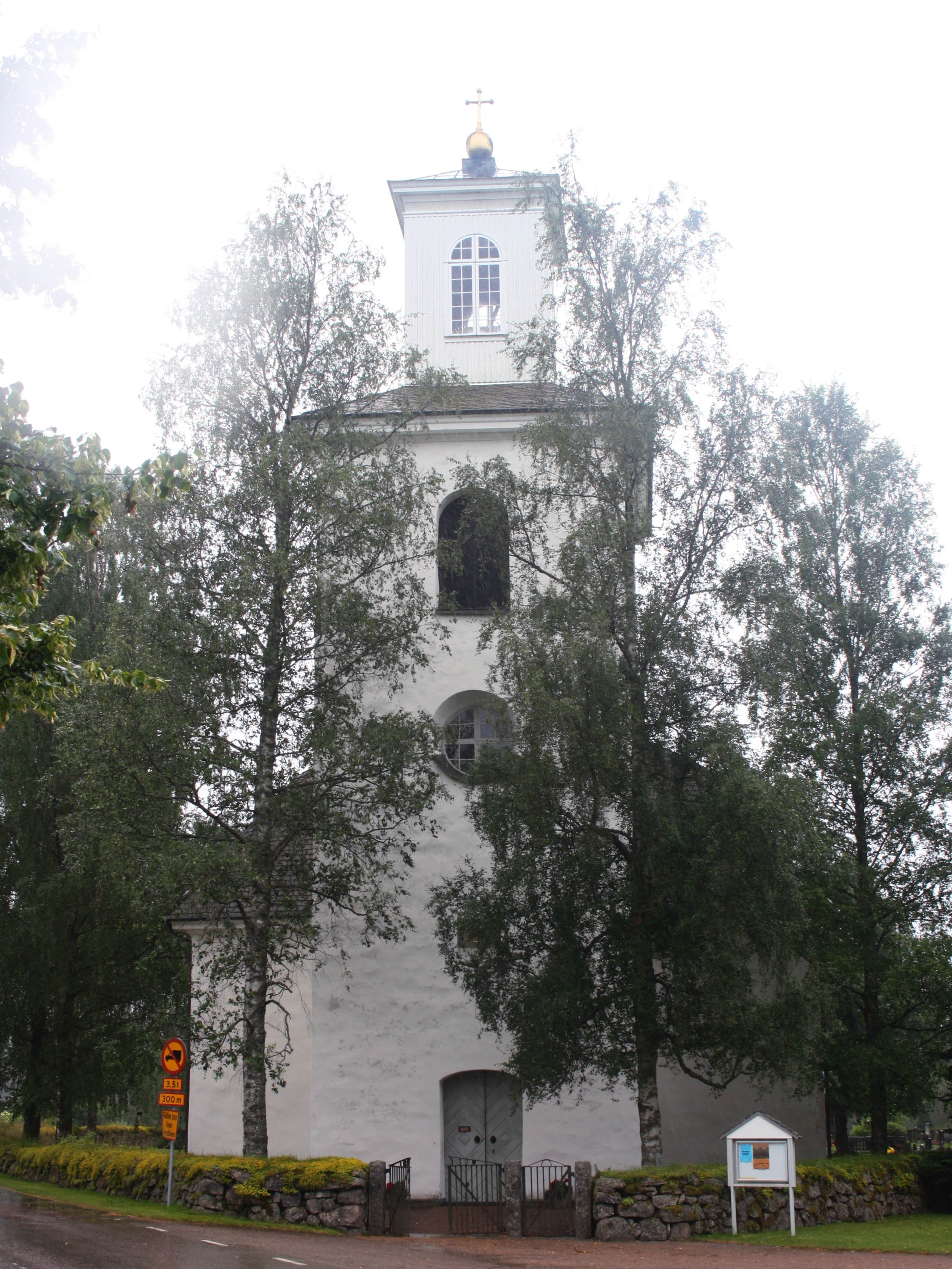
Norra Råda kyrka

Norra Råda landskommun hade innan Hagfors stads utbrytning den 1 januari 1950 en areal på 418,85 km², varav 380,70 km² var land. Efter stadens utbrytning hade landskommunen en areal på 283,95 km², varav 257,42 km² var land. Den 1 januari 1952 införlivades Sunnemo landskommun, och Norra Råda hade då en areal på 510,57 km², varav 467,61 km² land.

### Tätorter i kommunen 1960
| Tätort           | Folkmängd |
| ---------------- | --------- |
| Uddeholm         | 864       |
| Råda             | 424       |
| Edebäck, del ava | 114       |

Tätortsgraden i kommunen var den 1 november 1960 24,8 procent.

## Näringsliv
Efter sammanslagningen med Sunnemo landskommun 1952 (enligt statistik från den 31 december 1950) levde 46,6 procent av befolkningen av industri och hantverk, 32,1 procent av jordbruk med binäringar, 5,1 procent av samfärdsel, 4,8 procent av handel, 3,7 procent av offentliga tjänster m.m., 2,8 procent av husligt arbete och 4,9 procent av ospecificerad verksamhet. Av den förvärvsarbetande befolkningen hade 20,3 procent arbetsplats utanför kommunen.

## Befolkningsutveckling

### Norra Råda landskommun
| Befolkningsutvecklingen i Norra Råda landskommun 1871–1974 | Befolkningsutvecklingen i Norra Råda landskommun 1871–1974 | Befolkningsutvecklingen i Norra Råda landskommun 1871–1974 | Befolkningsutvecklingen i Norra Råda landskommun 1871–1974 | Befolkningsutvecklingen i Norra Råda landskommun 1871–1974 |
| --- | ---------------------------------------------------------- | ---------------------------------------------------------- | ---------------------------------------------------------- | ---------------------------------------------------------- |
| |                                                            |                                                            |                                                            |                                                            |
| År |                                                            |                                                            | Invånare                                                   |                                                            |
| 1871 | 1871                                                       |                                                            | 6 116                                                      | 6 116                                                      |
| 1875 | 1875                                                       |                                                            | 6 330                                                      | 6 330                                                      |
| 1880 | 1880                                                       |                                                            | 6 713                                                      | 6 713                                                      |
| 1885 | 1885                                                       |                                                            | 6 884                                                      | 6 884                                                      |
| 1890 | 1890                                                       |                                                            | 7 178                                                      | 7 178                                                      |
| 1895 | 1895                                                       |                                                            | 7 717                                                      | 7 717                                                      |
| 1900 | 1900                                                       |                                                            | 8 364                                                      | 8 364                                                      |
| 1905 | 1905                                                       |                                                            | 8 831                                                      | 8 831                                                      |
| 1910 | 1910                                                       |                                                            | 9 423                                                      | 9 423                                                      |
| 1915 | 1915                                                       |                                                            | 9 710                                                      | 9 710                                                      |
| 1920 | 1920                                                       |                                                            | 10 083                                                     | 10 083                                                     |
| 1925 | 1925                                                       |                                                            | 10 158                                                     | 10 158                                                     |
| 1930 | 1930                                                       |                                                            | 10 315                                                     | 10 315                                                     |
| 1935 | 1935                                                       |                                                            | 10 662                                                     | 10 662                                                     |
| 1940 | 1940                                                       |                                                            | 10 821                                                     | 10 821                                                     |
| 1945 | 1945                                                       |                                                            | 10 863                                                     | 10 863                                                     |
| 1950 | 1950                                                       |                                                            | 4 926                                                      | 4 926                                                      |
| 1955 | 1955                                                       |                                                            | 6 059                                                      | 6 059                                                      |
| 1960 | 1960                                                       |                                                            | 5 752                                                      | 5 752                                                      |
| 1965 | 1965                                                       |                                                            | 5 448                                                      | 5 448                                                      |
| 1970 | 1970                                                       |                                                            | 4 887                                                      | 4 887                                                      |
| 1974 | 1974                                                       |                                                            | 4 513                                                      | 4 513                                                      |
| Inklusive Hagfors municipalsamhälle 1940-1945; 1950 avser den återstående delen av landskommunen efter utbrytningen av Hagfors stad; 1974 avser det område som avskaffades och uppgick i Hagfors kommun Källa: SCB - Befolkning 1851 - 1910, SCB - Folkmängd inom administrativa områden 1910-1961 och Folkmängd 31 dec 1950-1975 i län, kommuner och församlingar enligt kommunindelningen 1 jan 1976. |                                                            |                                                            |                                                            |                                                            |

### Hagfors municipalsamhälle
| Befolkningsutvecklingen i Hagfors municipalsamhälle 1940–1950 | Befolkningsutvecklingen i Hagfors municipalsamhälle 1940–1950 | Befolkningsutvecklingen i Hagfors municipalsamhälle 1940–1950 | Befolkningsutvecklingen i Hagfors municipalsamhälle 1940–1950 | Befolkningsutvecklingen i Hagfors municipalsamhälle 1940–1950 |
| --- | ------------------------------------------------------------- | ------------------------------------------------------------- | ------------------------------------------------------------- | ------------------------------------------------------------- |
| |                                                               |                                                               |                                                               |                                                               |
| År |                                                               |                                                               | Invånare                                                      |                                                               |
| 1940 | 1940                                                          |                                                               | 4 711                                                         | 4 711                                                         |
| 1945 | 1945                                                          |                                                               | 4 933                                                         | 4 933                                                         |
| 1950 | 1950                                                          |                                                               | 5 653                                                         | 5 653                                                         |
| Siffran för 1950 avser den del av municipalsamhället som gick upp i nybildade Hagfors stad Källa: SCB - Befolkning 1851 - 1910, SCB - Folkmängd inom administrativa områden 1910-1961 och Folkmängd 31 dec 1950-1975 i län, kommuner och församlingar enligt kommunindelningen 1 jan 1976. |                                                               |                                                               |                                                               |                                                               |

## Politik

### Mandatfördelning i valen 1938-1970
| 5 | 24 |  |  |  | 2 |

| 33 |

| 7 | 23 |  |  | 2 |

| 34 |

| 12 | 20 |  | 2 |  |

| 35 |

| 7 | 24 | 2 | 4 | 3 |

| 37 |

| 6 | 23 | 4 | 2 | 5 |

| 37 |

| 5 | 25 | 2 | 4 | 4 |

| 37 |

| 5 | 26 | 2 | 4 | 3 |

| 37 |

| 6 | 23 | 3 | 5 | 3 |

| 37 |

| 5 | 23 | 4 | 4 | 3 |

| 35 |